# Egon Vůch
Egon Vůch (* 1. Februar 1991 in Pilsen) ist ein tschechischer Fußballspieler, der seit 2018 bei Schachtjor Qaraghandy unter Vertrag steht. Außerdem spielte Vůch zwei Jahre für die Tschechische Fußballnationalmannschaft (U-21-Männer). Im Juni 2017 schloss er sich dem kasachischen Klub Tobyl Qostanai an.